# بيت الحداي (القريشية)

تعديل مصدري - تعديل

بيت الحداي هي إحدى قرى عزلة قيفه آل محن يزيد بمديرية القريشية التابعة لمحافظة البيضاء، بلغ تعداد سكانها 259 نسمة حسب تعداد اليمن لعام 2004.